# Benjamin Julian Kaston
Benjamin Julian Kaston (ur. 2 lipca 1906 w Nowym Jorku, zm. 1985) – amerykański arachnolog.
24 czerwca 1926 ukończył De Witt Clinton High School w Nowym Jorku, zdobywając tytuł licencjacki (B.S.). Dostał się najpierw na Uniwersytet Stanu Ohio, ale po roku przeniósł się na Uniwersytet Stanu Karolina Północna, aby studiować tam zoologię. Ukończył go w 1930, po czym rozpoczął studia doktorskie na Uniwersytecie Yale, gdzie w 1934 otrzymał tytuł doktora zoologii. Następnie przez cztery lata pracował w Connecticut Agricultural Experiment Station, badając kornikowate i holenderską chorobę wiązu. W 1938 został nauczycielem w Bureau College w Gainesville. W 1941 ukończył pisanie książki Spiders of Connecticut.
W 1945, po letnim stypendium badawczym na Uniwersytecie Harvarda, Kaston wstąpił na Wydział Zoologii Uniwersytetu w Syracuse. Po roku dostał posadę w Teachers College of Connecticut (obecny Uniwersytet Stanowy Centralnego Connecticut), gdzie pracował do swojego odejścia na emeryturę w lipcu 1963. W 1964 otrzymał posadę wykładowcy na San Diego State College, skąd odszedł w 1973. W międzyczasie, w 1967, otrzymał trzyletni grant na badania czarnych wdów. Pisanie publikacji i współpracę z arachnologami kontynuował do swojej śmierci w 1985.
W czasie swoich badań Kaston napisał 86 publikacji poświęconych pająkom. Pisał o taksonomii, morfologii, behawiorze, ewolucji sieci, pasożytach pająków, rozmieszczeniu czarnych wdów. Napisał także dwie książki: Spiders of Connecticut oraz How to Know the Spiders.
W latach 1970–1971 był prezesem Arachnologist of Southwestern. Od 1980 pracował jako redaktor Journal of Arachnology. Był jednym z współtwórców American Arachnological Society.